# Kirsz
Kirsz (oroszul: Кирс) város Oroszország Kirovi területén, a Felső-kámai járás székhelye.	
Lakossága: 10 420 fő (a 2010. évi népszámláláskor).

## Fekvése
Neve a komi-permják kirsz (кырс) szóból származik, jelentése: 'meredek part'. A Kirovi terület északkeleti részén, Kirov területi székhelytől 190 km-re, a Nagy-Kirsz folyó partján, a Vjatka felső folyása közelében terül el. Vasútállomás (volt?) a Kirov–Glazov vasúti fővonalból Jarnál északi Lesznoj felé leágazó szárnyvonalon. Közút köti össze a délebbre fekvő Omutnyinszk és az északi Rudnyicsnij településsel.

## Gazdasága
Az 1729-ben létesített vasgyártó manufaktúra körül alakult ki a település, mely a nagy múltú omutnyinszki vaskohászati körzethez tartozik. 1965-ben kapott városi rangot. Gazdasági életének alapja a színesfém-feldolgozó ipar egyik nagy vállalata, a kábelgyár (Kirszkabel Rt). A kábelgyártás 1946-ban szigetelés nélküli alumínium- és rézhuzalokkal kezdődött. Napjainkban sokféle méretű és különböző tulajdonságú kábeleket gyártanak, többek között az atom- és a hadiipar, a földgáz- és kőolajipar és a közlekedési vállalatok számára.